# Аполлон (мост)
Мост Аполло́н (словац. Most Apollo) — мост через реку Дунай в Братиславе.
Строительство было начато в 2002 году. Мост был открыт 5 сентября 2005 года. Название происходит от компании «Аполлон» (современный: Slovnaft) — нефтеперерабатывающего завода, расположенного на левом берегу реки в этом районе до Второй мировой войны.
Изогнутые линии, наклонные арки и фактическое отсутствие прямых углов делают форму моста достаточно сложной. Длина моста 854 метра, ширина — 32 метра, вес — 5240 тонн.
- открытие моста
- вид на мост
- строительство моста
- после завершения
- мост Аполлон ночью